# Velká cena Turecka silničních motocyklů 2007
Velká cena Turecka v roce 2007 se uskutečnila na okruhu Istanbul Park.

## Moto GP
| Pos | #  | Jezdec           | Stroj    | Kola | Čas       | Rošt | Body |
| --- | -- | ---------------- | -------- | ---- | --------- | ---- | ---- |
| 1   | 27 | Casey Stoner     | Ducati   | 22   | 42:08.850 | 4    | 25   |
| 2   | 24 | Toni Elías       | Honda    | 22   | +6.207    | 10   | 20   |
| 3   | 65 | Loris Capirossi  | Ducati   | 22   | +8.102    | 5    | 16   |
| 4   | 4  | Alex Barros      | Ducati   | 22   | +8.135    | 13   | 13   |
| 5   | 33 | Marco Melandri   | Honda    | 22   | +8.289    | 14   | 11   |
| 6   | 21 | John Hopkins     | Suzuki   | 22   | +10.186   | 7    | 10   |
| 7   | 1  | Nicky Hayden     | Honda    | 22   | +10.239   | 6    | 9    |
| 8   | 14 | Randy de Puniet  | Kawasaki | 22   | +14.734   | 9    | 8    |
| 9   | 66 | Alex Hofmann     | Ducati   | 22   | +16.042   | 17   | 7    |
| 10  | 46 | Valentino Rossi  | Yamaha   | 22   | +18.999   | 1    | 6    |
| 11  | 71 | Chris Vermeulen  | Suzuki   | 22   | +26.249   | 9    | 5    |
| 12  | 7  | Carlos Checa     | Honda    | 22   | +29.546   | 16   | 4    |
| 13  | 56 | Shinya Nakano    | Honda    | 22   | +36.922   | 12   | 3    |
| 14  | 6  | Makoto Tamada    | Yamaha   | 22   | +38.540   | 15   | 2    |
| 15  | 50 | Sylvain Guintoli | Yamaha   | 22   | +39.337   | 19   | 1    |
| 16  | 10 | Kenny Roberts Jr | KR212V   | 22   | +1:09.336 | 18   |      |
| Ret | 19 | Olivier Jacque   | Kawasaki |      | Nehoda    | 11   |      |
| Ret | 5  | Colin Edwards    | Yamaha   |      | Nehoda    | 2    |      |
| Ret | 26 | Dani Pedrosa     | Honda    |      | Nehoda    | 3    |      |

## 250cc

### Kvalifikace
| *                                                   | *                                                | *                                                 | *                                                |
| _______1_______ Andrea Dovizioso Honda 1:57.473     |                                                  |                                                   |                                                  |
|                                                     | _______2_______ Jorge Lorenzo Aprilia 1:57.550   |                                                   |                                                  |
|                                                     |                                                  | _______3_______ Alvaro Bautista Aprilia 1:58.405  |                                                  |
|                                                     |                                                  |                                                   | _______4_______ Alex de Angelis Aprilia 1:58.481 |
| _______5_______ Marco Simoncelli Gilera 1:58.572    |                                                  |                                                   |                                                  |
|                                                     | _______6_______ Thomas Lüthi Aprilia 1:58.581    |                                                   |                                                  |
|                                                     |                                                  | _______7_______ Mika Kallio KTM 1:58.588          |                                                  |
|                                                     |                                                  |                                                   | _______8_______ Julian Simon Honda 1:58.649      |
| _______9_______ Hiroshi Aoyama KTM 1:58.676         |                                                  |                                                   |                                                  |
|                                                     | _______10_______ Hector Barbera Aprilia 1:58.817 |                                                   |                                                  |
|                                                     |                                                  | _______11_______ Yuki Takahashi Honda 1:58.906    |                                                  |
|                                                     |                                                  |                                                   | _______12_______ Shuhei Aoyama Honda 1:59.125    |
| _______13_______ Anthony West Aprilia 1:59.494      |                                                  |                                                   |                                                  |
|                                                     | _______14_______ Fabrizio Lai Aprilia 1:59.798   |                                                   |                                                  |
|                                                     |                                                  | _______15_______ Aleix Espargaro Aprilia 1:59.889 |                                                  |
|                                                     |                                                  |                                                   | _______16_______ Jules Cluzel Aprilia 2:00.572   |
| _______17_______ Ratthapark Wilairot Honda 2:01.073 |                                                  |                                                   |                                                  |
|                                                     | _______18_______ Alex Baldolini Aprilia 2:01.214 |                                                   |                                                  |
|                                                     |                                                  | _______19_______ Dirk Heidolf Aprilia 2:01.302    |                                                  |
|                                                     |                                                  |                                                   | _______20_______ Arturo Tizon Aprilia 2:01.328   |
| _______21_______ Eugene Laverty Honda 2:01.388      |                                                  |                                                   |                                                  |
|                                                     | _______22_______ Imre Toth Aprilia 2:01.455      |                                                   |                                                  |
|                                                     |                                                  | _______23_______ Taro Sekiguchi Aprilia 2:01.506  |                                                  |
|                                                     |                                                  |                                                   | _______24_______ Karel Abraham Aprilia 2:02.083  |
| --------------------------------------------------- | ------------------------------------------------ | ------------------------------------------------- | ------------------------------------------------ |

### Závod
| Pos | #  | Jezdec              | Stroj   | Kola | Čas       | Rošt | Body |
| --- | -- | ------------------- | ------- | ---- | --------- | ---- | ---- |
| 1   | 34 | Andrea Dovizioso    | Honda   | 20   | 39:31.153 | 1    | 25   |
| 2   | 1  | Jorge Lorenzo       | Aprilia | 20   | +0.103    | 2    | 20   |
| 3   | 19 | Alvaro Bautista     | Aprilia | 20   | +0.318    | 3    | 16   |
| 4   | 3  | Alex de Angelis     | Aprilia | 20   | +4.894    | 4    | 13   |
| 5   | 12 | Thomas Luthi        | Aprilia | 20   | +19.755   | 6    | 11   |
| 6   | 36 | Mika Kallio         | KTM     | 20   | +22.946   | 7    | 10   |
| 7   | 60 | Julián Simón        | Honda   | 20   | +23.283   | 8    | 9    |
| 8   | 80 | Héctor Barberá      | Aprilia | 20   | +47.678   | 10   | 8    |
| 9   | 58 | Marco Simoncelli    | Gilera  | 20   | +58.482   | 5    | 7    |
| 10  | 32 | Fabrizio Lai        | Aprilia | 20   | +58.734   | 14   | 6    |
| 11  | 41 | Aleix Espargaró     | Aprilia | 20   | +1:08.588 | 15   | 5    |
| 12  | 17 | Karel Abraham       | Aprilia | 20   | +1:09.032 | 24   | 4    |
| 13  | 28 | Dirk Heidolf        | Aprilia | 20   | +1:10.005 | 19   | 3    |
| 14  | 25 | Alex Baldolini      | Aprilia | 20   | +1:14.509 | 18   | 2    |
| 15  | 8  | Ratthapark Wilairot | Honda   | 20   | +1:17.732 | 17   | 1    |
| 16  | 73 | Shuhei Aoyama       | Honda   | 20   | +1:28.469 | 12   |      |
| 17  | 50 | Eugene Laverty      | Honda   | 20   | +1:49.828 | 21   |      |
| Ret | 10 | Imre Toth           | Aprilia | 8    | Nehoda    | 22   |      |
| Ret | 9  | Arturo Tizón        | Aprilia | 8    | Porucha   | 20   |      |
| Ret | 16 | Jules Cluzel        | Aprilia | 6    | Porucha   | 16   |      |
| Ret | 4  | Hiroshi Aoyama      | KTM     | 4    | Porucha   | 9    |      |
| Ret | 44 | Taro Sekiguchi      | Aprilia | 2    | Nehoda    | 23   |      |
| Ret | 14 | Anthony West        | Aprilia | 1    | Nehoda    | 13   |      |
| Ret | 55 | Yuki Takahashi      | Honda   | 1    | Porucha   | 11   |      |

## Průběžná klasifikace jezdců a továren
| Pos | #  | Jezdec           | Stroj   | Body |
| --- | -- | ---------------- | ------- | ---- |
| 1   | 1  | Jorge Lorenzo    | Aprilia | 70   |
| 2   | 34 | Andrea Dovizioso | Honda   | 52   |
| 3   | 3  | Alex de Angelis  | Aprilia | 46   |
| 4   | 19 | Alvaro Bautista  | Aprilia | 36   |
| 5   | 80 | Hector Barbera   | Aprilia | 24   |
| 6   | 12 | Thomas Lüthi     | Aprilia | 24   |
| 7   | 60 | Julian Simon     | Honda   | 17   |
| 8   | 55 | Yuki Takahashi   | Honda   | 17   |
| 9   | 73 | Shuhei Aoyama    | Honda   | 15   |
| 10  | 32 | Fabrizio Lai     | Aprilia | 15   |

| Pos | Továrna | Body |
| --- | ------- | ---- |
| 1   | Aprilia | 70   |
| 2   | Honda   | 52   |
| 3   | KTM     | 20   |
| 4   | Gilera  | 17   |

## 125cc
| Pos | #  | Jezdec             | Stroj   | Kola | Čas       | Rošt | Body |
| --- | -- | ------------------ | ------- | ---- | --------- | ---- | ---- |
| 1   | 24 | Simone Corsi       | Aprilia | 19   | 40:03.557 | 3    | 25   |
| 2   | 6  | Joan Olivé         | Aprilia | 19   | +0.098    | 7    | 20   |
| 3   | 71 | Tomoyoshi Koyama   | KTM     | 19   | +1.943    | 6    | 16   |
| 4   | 35 | Raffaele De Rosa   | Aprilia | 19   | +2.191    | 11   | 13   |
| 5   | 14 | Gábor Talmácsi     | Aprilia | 19   | +2.646    | 4    | 11   |
| 6   | 53 | Lukáš Pešek        | Derbi   | 19   | +2.939    | 5    | 10   |
| 7   | 8  | Lorenzo Zanetti    | Aprilia | 19   | +3.119    | 14   | 9    |
| 8   | 38 | Bradley Smith      | Honda   | 19   | +3.120    | 13   | 8    |
| 9   | 29 | Andrea Iannone     | Aprilia | 19   | +10.353   | 17   | 7    |
| 10  | 55 | Héctor Faubel      | Aprilia | 19   | +10.842   | 2    | 6    |
| 11  | 44 | Pol Espargaro      | Aprilia | 19   | +14.446   | 18   | 5    |
| 12  | 60 | Michael Ranseder   | Derbi   | 19   | +15.421   | 8    | 4    |
| 13  | 22 | Pablo Nieto        | Aprilia | 19   | +15.665   | 12   | 3    |
| 14  | 12 | Esteve Rabat       | Honda   | 19   | +15.870   | 21   | 2    |
| 15  | 34 | Randy Krummenacher | KTM     | 19   | +15.974   | 16   | 1    |
| 16  | 18 | Nicolas Terol      | Derbi   | 19   | +16.136   | 9    |      |
| 17  | 27 | Stefano Bianco     | Aprilia | 19   | +24.203   | 22   |      |
| 18  | 20 | Roberto Tamburini  | Aprilia | 19   | +33.668   | 20   |      |
| 19  | 15 | Federico Sandi     | Aprilia | 19   | +34.531   | 23   |      |
| 20  | 37 | Joey Litjens       | Honda   | 19   | +45.615   | 24   |      |
| 21  | 54 | Kevin Coghlan      | Honda   | 19   | +45.630   | 27   |      |
| 22  | 95 | Robert Muresan     | Derbi   | 19   | +46.162   | 28   |      |
| 23  | 99 | Daniel Webb        | Honda   | 19   | +49.852   | 30   |      |
| 24  | 77 | Dominique Aegerter | Aprilia | 19   | +51.982   | 29   |      |
| 25  | 51 | Steve Bonsey       | KTM     | 19   | +1:11.252 | 25   |      |
| 26  | 56 | Hugo van den Berg  | Aprilia | 19   | +1:55.696 | 31   |      |
| 27  | 41 | Tobias Siegert     | Aprilia | 18   | +1 Lap    | 34   |      |
| Ret | 75 | Mattia Pasini      | Aprilia | 18   | odstoupil | 1    |      |
| Ret | 40 | Alen Gyorfi        | Aprilia | 17   | Porucha   | 33   |      |
| Ret | 33 | Sergio Gadea       | Aprilia | 17   | Porucha   | 15   |      |
| Ret | 53 | Simone Grotzkyj    | Aprilia | 13   | Porucha   | 26   |      |
| Ret | 7  | Alexis Masbou      | Honda   | 11   | Nehoda    | 19   |      |
| Ret | 13 | Dino Lombardi      | Honda   | 9    | Porucha   | 32   |      |
| Ret | 11 | Sandro Cortese     | Aprilia | 6    | Nehoda    | 10   |      |